# SN 2005kf
SN 2005kf – supernowa typu Ic odkryta 11 listopada 2005 roku w galaktyce A074726+2655. W momencie odkrycia miała maksymalną jasność 17,20m.